# Nicolás Medina
Nicolás Rubén Medina (Buenos Aires, 17 de fevereiro de 1982) é um futebolista argentino que atualmente joga no Gimnasia de La Plata.
Pela seleção nacional, participou das Olimpíadas 2004 e da Copa América 2004.